# Raïon de Voljsk
Le raïon de Voljsk (russe : Во́лжский райо́н;  mhr:Юлсер кундем,Julser kundem) est un raïon de la république des Maris en Russie. Son centre administratif est la ville de Voljsk.

## Présentation
Le raïon de Voljsk est situé dans le sud de la république des Maris.
La superficie du raïon est de 913,86 km2.
Son centre administratif est la ville de Voljsk, qui ne fait pas administrativement partie du raïon
Le territoire du raïon est situé sur la rive gauche de la Volga au sud-est de la république et borde le raïon Zvenigovski et le raïon Morkinski à l'est ainsi que la république du Tatarstan et au sud de l'autre coté de la Volga il est voisin de la  République de Tchouvachie.
La partie sud-est du parc national Mari Tchodra est située sur le territoire du raïon. Le bassin de l'Ilet et ses affluents.
Le raïon compte aussi les lacs karstiques Yalchik, Glukhoe, Mushyl-Er, Elan-Er, Nuzhan-Er.
La principale industrie du raïon est la production de bois et de papier.
À Voljsk, il y a une grande usine de pâte à papier Mari.
Il existe plusieurs centres de loisirs dans la région du lac Yaltchik.
Le raïon est traversé par la Р295,.

## Démographie
La population du raïon de Voljsk a évolué comme suit:
| 2002   | 2009   | 2013   | 2015   | 2019   |
| ------ | ------ | ------ | ------ | ------ |
| 24 006 | 23 641 | 22 824 | 22 134 | 21 739 |

| 2021   | - | - | - | - |
| ------ | - | - | - | - |
| 21 188 | - | - | - | - |

## Galerie

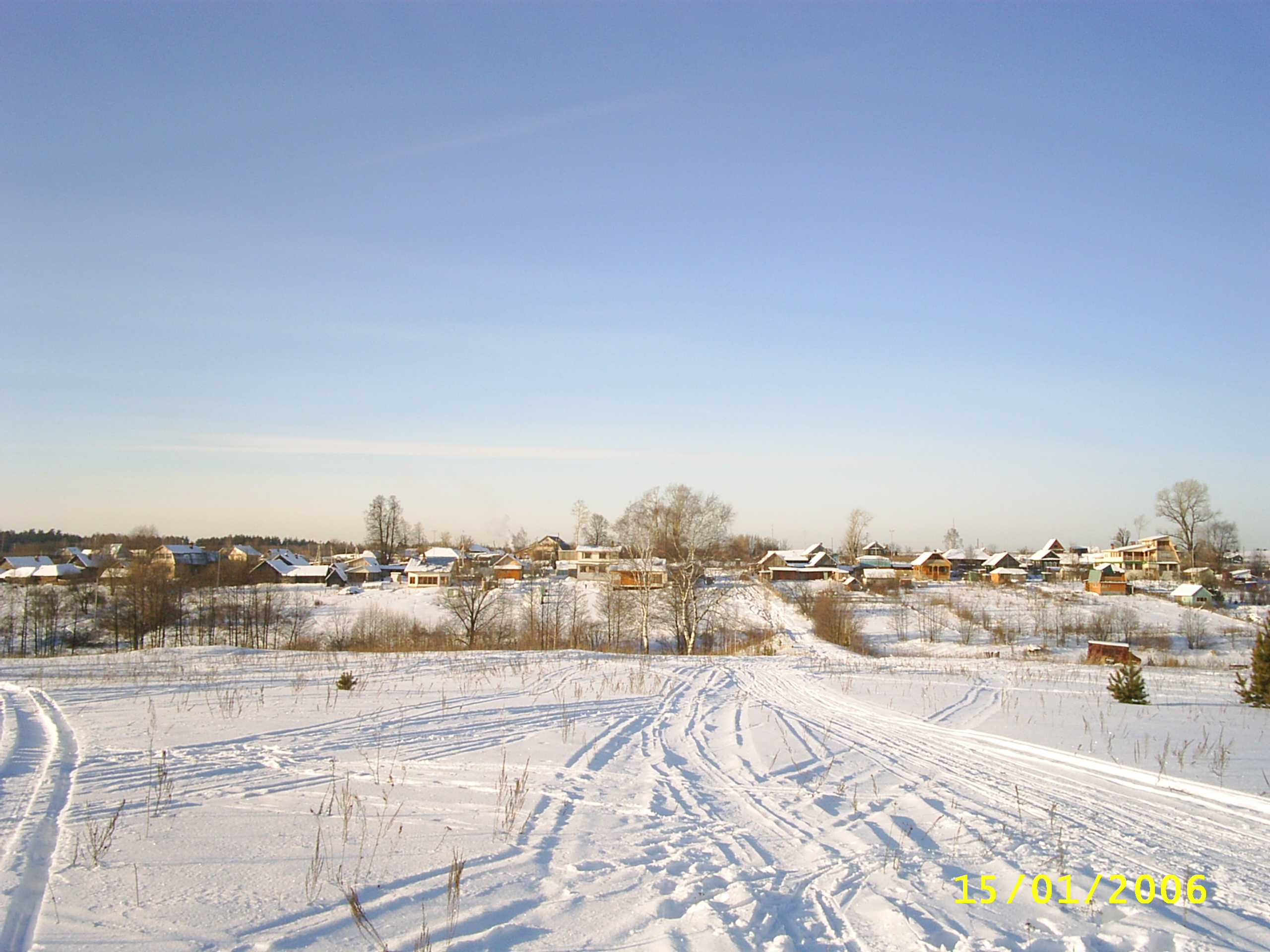
Vue d'Alekseevskoïe.
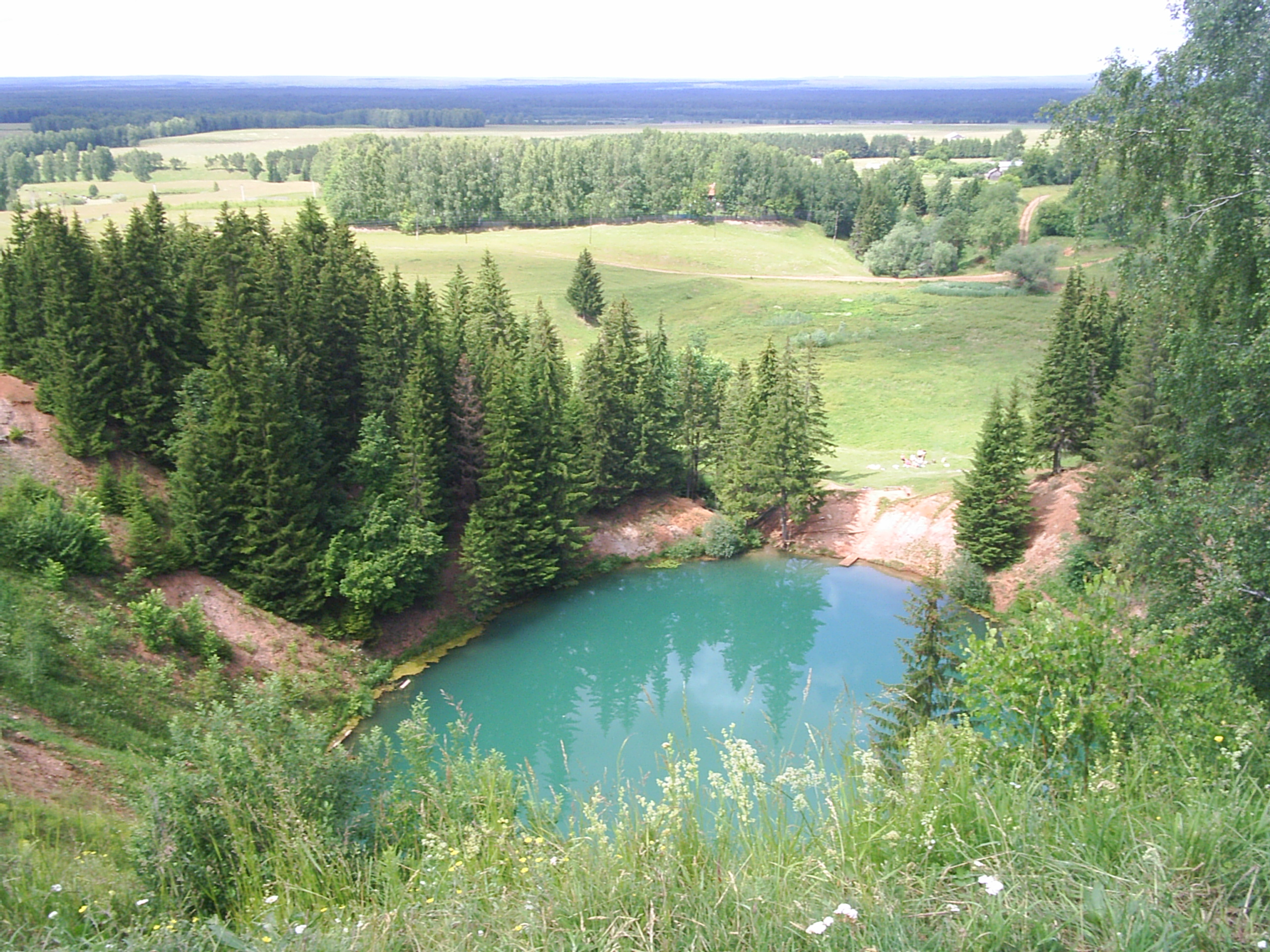
Lac Morskoy glaz.